# Antonio Marsina
Antonio Marsina (Nardò, 12 gennaio 1946) è un attore italiano.

## Biografia
Attore energico, inizia sin da giovane l'attività nel mondo dello spettacolo come interprete di fotoromanzi; lavora poi in film di genere quali Il grande racket, Keoma, La montagna del dio cannibale, Rolf, Senza scrupoli e in Una donna da scoprire. Nel 1977 viene diretto da Mauro Bolognini in Gran bollito, film ispirato alla vita e ai delitti di Leonarda Cianciulli, dove interpreta l’amato figlio della protagonista, a sua volta interpretata dalla diva Shelley Winters, e dove affianca anche Laura Antonelli che, nel film, interpreta il ruolo della sua giovane fidanzata. All'inizio degli anni 2000 ha interpretato il ruolo di Sebastiano Ghiglione nella serie televisiva Vento di ponente, al fianco di Serena Autieri e Anna Kanakis. 

## Filmografia parziale

### Cinema
- Due once di piombo (Il mio nome è Pecos), regia di Maurizio Lucidi (1966)
- Il ragazzo che sapeva amare, regia di Enzo Dell'Aquila (1967)
- Tiffany memorandum, regia di Sergio Grieco (1970)
- Angeli senza paradiso, regia di Ettore Maria Fizzarotti (1970)
- Rangers attacco ora X, regia di Roberto Bianchi Montero (1970)
- Vai gorilla, regia di Tonino Valerii (1976)
- Il grande racket, regia di Enzo G. Castellari (1976)
- Quelli della calibro 38, regia di Massimo Dallamano (1976)
- Keoma, regia di Enzo G. Castellari (1977)
- Gran bollito, regia di Mauro Bolognini (1977)
- La montagna del dio cannibale, regia di Sergio Martino (1978)
- Porca vacca, regia di Pasquale Festa Campanile (1980)
- Morte in Vaticano, regia di Marcello Aliprandi (1982)
- Malamore, regia di Eriprando Visconti (1982)
- Tornado, regia di Antonio Margheriti (1983)
- Rolf, regia di Mario Siciliano (1983)
- Un povero ricco, regia di Pasquale Festa Campanile (1983)
- Dagobert, regia di Dino Risi (1984)
- I sopravvissuti della città morta, regia di Antonio Margheriti (1984)
- Senza scrupoli, regia di Tonino Valerii (1985)
- Una donna da scoprire, regia di Riccardo Sesani (1986)
- Tentazione, regia di Sergio Bergonzelli (1987)
- Colli di cuoio, regia di Ignazio Dolce (1989)
- Malizia oggi, regia di Sergio Bergonzelli (1990)
- Al centro dell'area di rigore, regia di Bruno Garbuglia (1994)
- Rewind, regia di Sergio Gobbi (1998)

### Televisione
- Rally, regia di Sergio Martino – miniserie TV, 1 puntata (1989)
- Noi siamo angeli – serie TV, 2 episodi (1997)
- L'ispettore Giusti – serie TV, 1 episodio (1999)
- Vento di ponente – serie TV, 30 episodi (2002-2004)